# Sulzbach-Laufen
Sulzbach-Laufen é um município da Alemanha, no distrito de Schwäbisch Hall, na região administrativa de Estugarda , estado de Baden-Württemberg.